# Melanella
Melanella är ett släkte av snäckor som beskrevs av Bowdich 1822. Melanella ingår i familjen Eulimidae.

## Bildgalleri

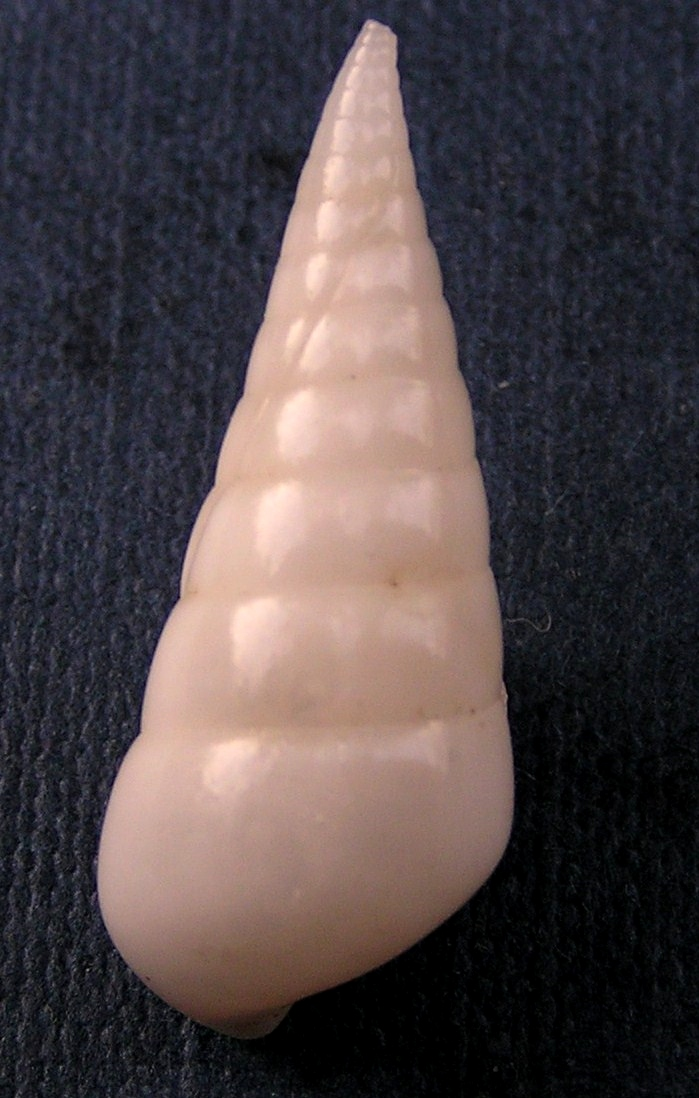

## Dottertaxa tillMelanella, i alfabetisk ordning[1][2]
- Melanella alba
- Melanella arcuata
- Melanella bakeri
- Melanella berryi
- Melanella bilineata
- Melanella californica
- Melanella catalinensis
- Melanella columbiana
- Melanella comoxensis
- Melanella compacta
- Melanella conoidea
- Melanella delmontensis
- Melanella distorta
- Melanella elongata
- Melanella eulimoides
- Melanella frielei
- Melanella giba
- Melanella gracilis
- Melanella grippi
- Melanella intermedia
- Melanella jamaicensis
- Melanella lastra
- Melanella lubrica
- Melanella macra
- Melanella micans
- Melanella micrans
- Melanella montereyensis
- Melanella monterosatoi
- Melanella oldroydae
- Melanella orphanensis
- Melanella peninsularis
- Melanella polita
- Melanella randolfi
- Melanella rutila
- Melanella sarsi
- Melanella tacomaensis
- Melanella thersites
- Melanella titubans